# Florent-en-Argonne
Florent-en-Argonne és un municipi francès, situat al departament del Marne i a la regió del Gran Est. L'any 2007 tenia 246 habitants.

## Demografia

### Població
El 2007 la població de fet de Florent-en-Argonne era de 246 persones. Hi havia 104 famílies, de les quals 40 eren unipersonals (12 homes vivint sols i 28 dones vivint soles), 32 parelles sense fills, 28 parelles amb fills i 4 famílies monoparentals amb fills.
La població ha evolucionat segons el següent gràfic:
Habitants censats

### Habitatges
El 2007 hi havia 146 habitatges, 106 eren l'habitatge principal de la família, 20 eren segones residències i 20 estaven desocupats. 143 eren cases i 2 eren apartaments. Dels 106 habitatges principals, 93 estaven ocupats pels seus propietaris, 11 estaven llogats i ocupats pels llogaters i 2 estaven cedits a títol gratuït; 1 tenia dues cambres, 13 en tenien tres, 36 en tenien quatre i 56 en tenien cinc o més. 84 habitatges disposaven pel capbaix d'una plaça de pàrquing. A 53 habitatges hi havia un automòbil i a 37 n'hi havia dos o més.

### Piràmide de població
La piràmide de població per edats i sexe el 2009 era:
| Homes | Edats   | Dones |
| ----- | ------- | ----- |
| 0     | 95 o +  | 0     |
| 2     | 90 a 94 | 1     |
| 2     | 85 a 89 | 2     |
| 1     | 80 a 84 | 2     |
| 6     | 75 a 79 | 9     |
| 6     | 70 a 74 | 2     |
| 12    | 65 a 69 | 13    |
| 11    | 60 a 64 | 6     |
| 7     | 55 a 59 | 7     |
| 6     | 50 a 54 | 10    |
| 4     | 45 a 49 | 3     |
| 9     | 40 a 44 | 8     |
| 7     | 35 a 39 | 5     |
| 12    | 30 a 34 | 12    |
| 5     | 25 a 29 | 5     |
| 2     | 20 a 24 | 2     |
| 8     | 15 a 19 | 10    |
| 8     | 10 a 14 | 9     |
| 3     | 5 a 9   | 5     |
| 8     | 0 a 4   | 7     |

## Economia
El 2007 la població en edat de treballar era de 134 persones, 94 eren actives i 40 eren inactives. De les 94 persones actives 86 estaven ocupades (50 homes i 36 dones) i 8 estaven aturades (3 homes i 5 dones). De les 40 persones inactives 16 estaven jubilades, 9 estaven estudiant i 15 estaven classificades com a «altres inactius».

### Ingressos
El 2009 a Florent-en-Argonne hi havia 106 unitats fiscals que integraven 242,5 persones, la mediana anual d'ingressos fiscals per persona era de 17.162 €.

### Activitats econòmiques
Dels 3 establiments que hi havia el 2007, 1 era d'una empresa de construcció, 1 d'una empresa de comerç i reparació d'automòbils i 1 d'una empresa de serveis.
L'únic servei als particulars que hi havia el 2009 era una lampisteria.
L'any 2000 a Florent-en-Argonne hi havia 5 explotacions agrícoles.

## Poblacions més properes
El següent diagrama mostra les poblacions més properes.